# Herbie (Vorname)
Herbie ist ein männlicher Vorname.

## Herkunft und Bedeutung
Herbie ist eine im englischen Sprachraum vorkommende Kurzform von Herbert.

## Namensträger
- Herbie Brennan (1940–2024), irischer Autor
- Herbie Brock (1910–), US-amerikanischer Jazzmusiker
- Herbie Hancock (* 1940), US-amerikanischer Jazz-Pianist und Komponist
- Herbie Haymer (1915–1949), US-amerikanischer Jazz-Tenorsaxophonist
- Herbie Hide (* 1971), nigerianisch-britischer Schwergewichtsboxer
- Herbie Kay (1904–1944), US-amerikanischer Trompeter und Bigband-Leader
- Herbie Mann (1930–2003), US-amerikanischer Jazzflötist